# Lista de invenções e descobertas brasileiras
Invenções e descobertas brasileiras são itens, processos, técnicas ou descobertas que devem sua existência parcial ou totalmente a uma pessoa nascida no Brasil ou a um cidadão brasileiro.

## Física e química
- Pion de César Lattes, um dos descobridores.
- Spray, uma substância aplicada a um campo de futebol para fornecer um marcador visual temporário, foi criado pelo inventor brasileiro Heine Allemagne.

## Matemática
- Introdução ao conceito de espectro em topologia, por Elon Lages Lima em 1958.
- Teorema de Peixoto, por Maurício Peixoto em 1959.
- A superfície mínima de Costa por Celso José da Costa em 1982.

## Medicina

### Doenças
- Bradicinina por Mauricio Rocha e Silva, Wilson Teixeira Beraldo e Gastão Rosenfeld.
- Doença de Chagas, patógeno, vetor, hospedeiro, manifestações clínicas e descoberta epidemiológica, por Carlos Chagas.
- Tifo epidêmico, descoberta do patógeno, por Henrique da Rocha Lima.
- Esquistossomose, descoberta do ciclo da doença, por Pirajá da Silva.

### Procedimentos, técnicas ou medicamentos
- Fotofluorografia de tórax por Manuel Dias de Abreu.
- Procedimento de Jatene por Adib Jatene.
- Soro antiofídico de Vital Brazil, também é creditado como o primeiro a desenvolver soros antiescorpião e antiaranha, em 1908 e 1925, respectivamente.

## Engenharia e eletrônica
- Identificador de chamadas por Nélio José Nicolai.
- Disque-Amizade, por Luiz e Péricles Carlos Bravo.[1]
- Avião (primeiro voo sem assistência) de Alberto Santos-Dumont.
- A urna eletrônica DRE, a primeira urna eletrônica com gravação direta, foi implantada no Brasil pelo desembargador Carlos Prudêncio na Zona Sul de Brusque, em 1989
- Transmissão automática com fluido hidráulico de José Braz Araripe e Fernando Lehly Lemos.
- Chuveiro elétrico, de Francisco Canhos Navarro.[2]
- Orelhão, por Chu Ming Silveira.[3]
- Máquina fotográfica 360°, por Sebastião Carvalho Leme.

- Aeróstato, o primeiro aeróstato operacional chamado de passarola por Bartolomeu de Gusmão.[4]

- Rádio (Transmissor de Ondas), foi inventado pelo Padre Roberto Landell de Moura, que realizou a primeira transmissão da voz humana sem a utilização de fios condutores em São Paulo, em 1893. Patenteou sua criação no Brasil e nos Estados Unidos.[5]

## Computação
- Lua, linguagem de programação de tipagem dinâmica criada por Roberto Lerusalimschy, Waldemar Celes e Luiz Henrique de Figuereido.[6]
- Elixir, linguagem de programação criada por José Valim.[7]

## Miscelânea
- Capoeira, esporte afro-brasileiro que mistura arte marcial, dança e música.
- Jiu-jitsu brasileiro, arte marcial e esporte de combate criado na década de 1920.
- Stereobelt, o primeiro reprodutor de áudio portátil estéreo de cassetes por Andreas Pavel.[8]

## Utensílios
- Filtro de barro, utensílio doméstico criado em Jaboticabal, São Paulo.[9]
- Lavarroz, utensílio culinário utilizado para lavar o arroz por Therezinha Beatriz Zorowich.[10]